# Cataglyphis velox
Cataglyphis velox es una especie de hormigas endémicas de la península ibérica (España y Portugal).